# 캐시 웨슬럭
캐서린 "캐시" 웨슬럭(영어: Catherine "Cathy" Weseluck, 1970년 8월 21일 ~ )은 캐나다의 성우이다. 《마이 리틀 포니: 우정은 마법》의 스파이크 역을 연기했다. 이외에 일본 애니메이션에서는 《데스노트》의 니아, 《란마》의 샴푸, 《이누야샤》의 히구라시 부인 역이 대표적이다.

## 참여 작품

### 일본 애니메이션 더빙
- 베이블레이드 버스트
- 블랙 라군
- 드래곤볼 Z
- 데스노트
- 은혼
- 방가방가 햄토리
- 히카루의 바둑
- 록맨 에그제 (애니메이션)
- 기동전사 건담
- 신기동전기 건담 W
- 신기동전기 건담 W Endless Waltz
- 기동전사 건담 더블 오
- 공각기동대 STAND ALONE COMPLEX
- 방가방가 햄토리
- 이누야샤
- Go! Go! 다섯 쌍둥이
- 파워퍼프걸Z
- 프로젝트 A-Ko 시리즈
- 란마 ½
- 작안의 샤나
- 슈퍼 차일드
- 채운국 이야기
- 초 로봇 생명체 트랜스포머 마이크론 전설
- 월드 트리거
- 반요 야샤히메

### 애니메이션
- 천일야화(영어판)
- 로보 (드라마)
- 바비의 패션 이야기
- 바비의 호두까기 인형
- 바비: 프린세스 참 스쿨
- 용용나라로 떠나요
- 드림킥스
- 쟈니 테스트
- 리틀펫샵
- 메가맨 (1994년 애니메이션)
- Molly of Denali
- 마이 리틀 포니: 우정은 마법
- 마이 리틀 포니: 이퀘스트리아 걸스
- 마이 리틀 포니: 이퀘스트리아 걸스 - 레인보우 락
- 마이 리틀 포니: 이퀘스트리아 걸스 - 우정 게임
- 마이 리틀 포니: 이퀘스트리아 걸스 - 에버프리의 전설
- 마이 리틀 포니: 더 무비
- 마이 리틀 포니: 최고로 멋진 선물
- 마이 리틀 포니: 레인보우 로드 트립
- 레고 닌자고 (애니메이션)
- 컴퓨터 용사 가디언
- 빨간 코 순록 루돌프
- 꼬마버스 타요
- 어린 왕자 (2010년 애니메이션)
- 세쌍둥이 (애니메이션)
- 톰과 제리

### 비디오 게임
- 전국 바사라
- 빨간 코 순록 루돌프